# Шуранка (река)
Шуранка (в верховьях — Бизня) — река (ручей) в Татарстане, правый приток реки Кама. Длина 14 километров. Площадь водосбора 103 км².
По данным Татарской Энциклопедии, исток в 4 км к северо-западу от деревни Сабакаево Рыбно-Слободского района. Согласно картам Генерального Штаба ВС СССР и государственному водному реестру, истоком является небольшой пруд северо-западнее села Сорочьи Горы, а верховьями — река Бизня. Северо-западнее же Сабакаево начинается овраг Воробьевский (по данным карт Генерального Штаба — без постоянного водотока). Река течёт через сёла Большая Елга и Малая Елга, затем деревню Полянка. Впадает в Каму (Камский залив Куйбышевского водохранилища) в 32 км от её устья по правому берегу. В 2 км к северо-востоку от устья находится село Шуран Лаишевского района.

## Гидрологические характеристики
Абсолютная высота истока 120 м, устья — 53 м. В низовьях река расширяется из-за подпора воды Куйбышевского водохранилища. Лесистость водосбора 15 %. Питание смешанное, с преобладанием снегового. Модуль подземного питания 0,1-0,25 л/с на км². Весеннее половодье начинается в первой декаде апреля. Ледостав проходит в начале ноября. На реке имеется несколько прудов.

## Притоки
Река имеет 4 притока длиной от 1,2 до 4,4 км: овраг Средний (левый приток, впадает в селе Малая Елга), овраг Тарнаш (правый), овраг Воробьевский (левый, впадает у Большой Елги), речка Амик (левый, впадает в селе Большая Елга). Густота речной сети 0,25 км/км².

## Характеристики воды
Вода весной умеренно жёсткая (3-6 мг-экв/л), зимой и летом очень жёсткая (9-12 мг-экв/л). Общая минерализация 200—300 мг/л весной и 700—1000 мг/л зимой и летом.

## Данные водного реестра
По данным государственного водного реестра России относится к Нижневолжскому бассейновому округу, водохозяйственный участок реки — Камский участок Куйбышевского водохранилища от устья реки Кама до пгт Камское устье без рек Шешма и Волга. Речной бассейн — Волга от верховий Куйбышевского водохранилища до впадения в Каспий.
Код водного объекта: 11010000312212100004160.